# Tragostomoides pretiosus
Tragostomoides pretiosus är en skalbaggsart som beskrevs av Stefan von Breuning 1954. Tragostomoides pretiosus ingår i släktet Tragostomoides och familjen långhorningar.
Artens utbredningsområde är:
- Malawi.
- Zimbabwe.

Inga underarter finns listade i Catalogue of Life.